# Šalgovík
Šalgovík je městská část slovenského města Prešov. Je to bývalá samostatná obec. Od roku 1970, kdy byla obec přičleněna k městu, patří mezi 4 katastrální území města. Pojmenování tohoto území se několikrát měnilo. Nachází se zde kostel zasvěcený sv. Františku Xaverskému. Počet obyvatel je přibližně 870. Do Šalgovíku jezdí linka MHD.

## Historie názvu
- 1773 Salgocska, Salgovik,
- 1786 Schalgócschka, Ssalgowik,
- 1808 Salgócska, Ssalgowá, Ssalgowík,
- 1863 Salgo,
- 1873 až 1902 Salgó,
- 1907 až 1913 Sebessalgó
- od roku 1920 Šalgovík.[1]

## Průmyslový areál Šalgovík
Nachází se na východ od centra této městské části, na konci Sekčovské ulice, v areálu bývalých drůbežářských závodů, které byly jedněmi z nejvýznamnějších ve střední Evropě. Drůbežárny se v roce 2004 přetransformovaly  na průmyslový areál, ve kterém v 50 halách o celkové ploše 50 000 m2 našly prostory desítky firem s výrobním či obchodním zaměřením.